# 1985

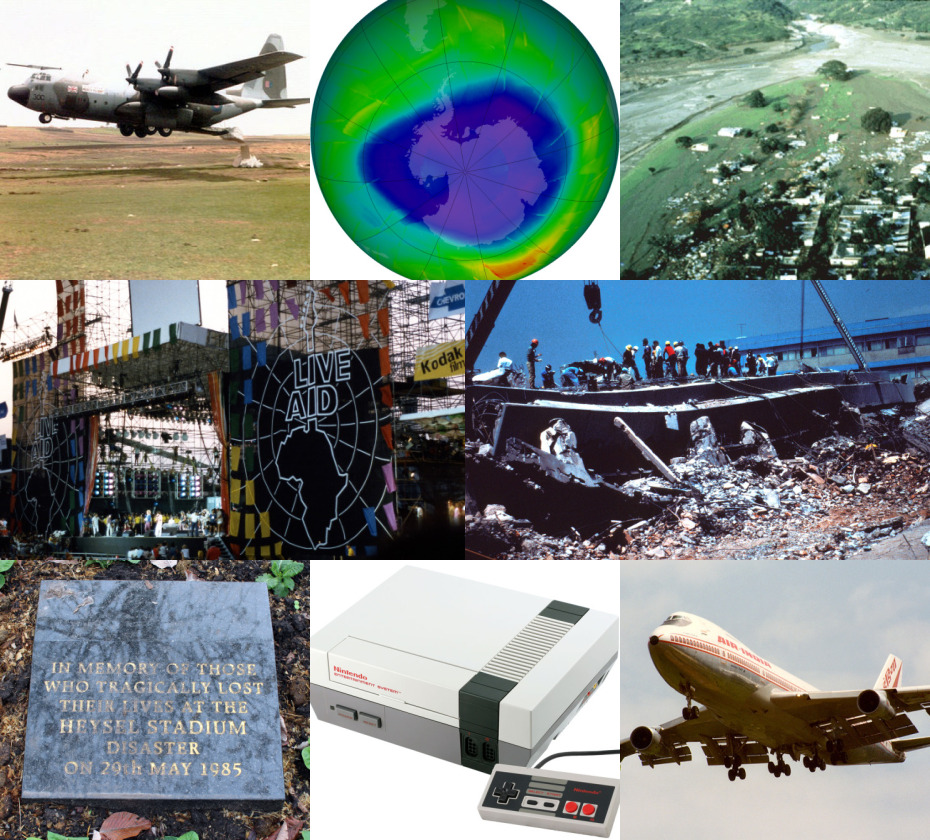
En el sentido de las agujas del reloj desde la izquierda parte superior izquierda: Royal Air Force C-130 lanzando alimentos desde el aire durante la hambruna de Etiopía; Reducciones de hasta un 70 por ciento en la capa de ozono observadas en la primavera austral (hemisférica sur) sobre la Antártida y reportadas por primera vez en 1985; La tragedia de Armero mató a más de 30,000 personas; El terremoto de la Ciudad de México de 1985 mató a 45,000 personas; el vuelo 182 de Air India visto menos de dos semanas antes del atentado; la Nintendo de la Entertainment System se lanza en las tiendas de EE. UU., revitalizando la industria de videojuegos de América del Norte; una placa conmemorativa dedicada a las víctimas del desastre del Estadio Heysel; el concierto Live Aid se lleva a cabo con el fin de financiar los esfuerzos de socorro para la hambruna en Etiopía durante el reinado de Mengistu Haile Mariam.

1985 (MCMLXXXV) fue un año común comenzado en martes en el calendario gregoriano.
Corresponde al año del Buey en el horóscopo chino. La Organización de las Naciones Unidas lo declaró Año Internacional de la Juventud, en tanto la UNESCO lo declaró Año Internacional de la Música.

## Acontecimientos

### Enero
- 1 de enero: en la montaña Illimani, cerca de la ciudad de La Paz (Bolivia), se estrella un avión de la línea aérea Eastern, con cerca de 30 pasajeros a bordo. Todos los ocupantes de la nave mueren.
- 2 de enero: en Egipto, por decisión expresa del presidente Hosni Mubarak, recobra la libertad Chenuda III (patriarca de la Iglesia católica copta), que estaba en residencia vigilada desde septiembre de 1981.
- 6 de enero: las presiones sobre Sudán obligan a Israel a suspender la «Operación Moisés», mediante la cual realizaba secretamente un éxodo masivo de judíos etíopes a Israel.
- 7 de enero: Estados Unidos y la Unión Soviética reanudan el diálogo para iniciar negociaciones sobre desarme nuclear y espacial, tras 24 años de guerra fría.
- 9 de enero: en Colombia, finaliza la Batalla de Yarumales, que se había iniciado desde el 20 de diciembre de 1984.
- 10 de enero: el sandinista Daniel Ortega toma posesión de la presidencia de Nicaragua.
- 13 de enero: en Francia, un equipo de médicos consigue cambiar la sangre de un feto por medio de una transfusión intrauterina.
- 13 de enero: en España se fundan los Colectivos de Jóvenes Comunistas, organización juvenil del Partido Comunista de los Pueblos de España.
- 15 de enero: en Brasil, Tancredo Neves gana las elecciones presidenciales, luego de 21 años de régimen militar. No llegará a asumir porque falleció el 21 de abril de ese mismo año.
- 20 de enero: en Estados Unidos, Ronald Reagan inicia su segundo mandato como presidente.
- 25 de enero: el papa Juan Pablo II visita Venezuela por primera vez.
- 26 de enero: un terremoto de 6,2 deja 6 fallecidos en la Provincia de Mendoza en Argentina.
- 26 de enero: en el País Vasco, José Antonio Ardanza jura el cargo de lehendakari.
- 28 de enero: en Hollywood (California) el grupo USA for Africa (Michael Jackson, Lionel Richie, Tina Turner, Cyndi Lauper, Diana Ross y Stevie Wonder, entre otros) graba el sencillo de caridad We are the world. Como el enormemente exitoso Do they know it’s Christmas? que fue grabado por Band Aid en Gran Bretaña dos meses antes, el sencillo recauda dinero para combatir la hambruna que se estaba desarrollando en Etiopía.
- 29 de enero: en Quillota (Chile) son fusilados los Psicópatas de Viña del Mar Carlos Topp Collins y Jorge Sagredo, siendo la última vez que se aplica la pena de muerte en ese país.

### Febrero
- 1 de febrero: en Filipinas comienza el juicio por el asesinato en 1983 del periodista y político Benigno Ninoy Aquino.
- 1 de febrero: en Perú, el papa Juan Pablo II inicia una visita de cinco días.
- 3 de febrero: en Johannesburgo (Sudáfrica), Desmond Tutu se convierte en el primer obispo anglicano de raza negra.
- 4 de febrero: España firma la convención de la ONU contra la tortura.
- 4 de febrero: en España se descubre una evasión de capitales que afecta a la alta sociedad, organizada por el diplomático Francisco Javier Palazón, que se fugará a Uruguay.
- 4 de febrero: España reabre la verja que la comunica con Gibraltar.
- 7 de febrero: en Polonia, Piotrowski y Pietruszki son condenados a 25 años de prisión por el asesinato del sacerdote Popieluszko.
- 9 de febrero: en México es secuestrado y asesinado el agente de la DEA Enrique Camarena Salazar.[3]
- 10 de febrero: en Sudáfrica, el líder de la resistencia contra el apartheid Nelson Mandela, encarcelado desde 1962, renuncia a la libertad que le ofrece el gobierno racista del país si abandona la lucha armada.
- 10 de febrero: en Siria, Hafez al-Assad es reelegido presidente por siete años más.
- 13 de febrero: en el Líbano las tropas invasoras israelíes comienzan la retirada de la zona de Sidón.
- 15 de febrero: en Palermo (Sicilia) se descubre una ciudad subterránea, usada por la mafia como refugio.
- 15 de febrero: en Uruguay, finalizando doce años de dictadura, comienzan a reunirse nuevamente el Senado y la Cámara de Representantes.
- 15 de febrero: en España, los datos reflejan que el paro ha crecido en 158.800 personas durante el último trimestre de 1984, lo que lo convierte en el peor año para el empleo desde 1981.
- 18 de febrero: en el Reino Unido, el legendario logo «mirror globe», usado por primera vez en 1969, se ve por última vez en una rotación regular de la BBC1.
- 19 de febrero: en el monte Oiz (Vizcaya), un Boeing 727 se estrella al chocar con la antena de comunicaciones de Euskal Telebista, causando la muerte de los 148 ocupantes de la nave. (Véase Vuelo 610 de Iberia).
- 20 de febrero: la Plaza Mayor de Madrid es declarada monumento histórico-artístico.
- 21 de febrero: el gobierno estadounidense suspende las relaciones militares con Nueva Zelanda y deja de considerarlo como un país aliado.
- 21 de febrero: en Buenos Aires, María Estela Martínez de Perón dimite de la presidencia del Partido Justicialista.
- 22 de febrero: en Barcelona se estrena la película Los gritos del silencio, dirigida por Ronald Joffe.
- 23 de febrero: en España ―tras 38 días de secuestro y previo pago de un rescate de 150 millones de pesetas―, la banda terrorista vasca ETA libera al industrial Ángel Urteaga.
- 24 de febrero: en Cardedeu (Barcelona) termina el primer congreso del «movimiento verde» español.
- 27 de febrero: Colombia reconoce a la República Árabe Saharaui Democrática.

### Marzo
- 1 de marzo: en Uruguay se restaura la democracia con la asunción de Julio María Sanguinetti como presidente.
- 3 de marzo: en la zona central de Chile, se registra un fuerte terremoto de 8,0 que deja 177 víctimas mortales.
- 3 de marzo: en Atenas, el atleta español José Luis González Sánchez gana la medalla de oro en los 1500 metros, en el Campeonato de Europa de Atletismo en pista cubierta.
- 3 de marzo: en el Reino Unido se termina la huelga de los mineros.
- 7 de marzo: ETA asesina a Carlos Díaz Arcocha, superintendente de la Ertzaintza (la policía autonómica vasca).
- 10 de marzo: fallece el presidente soviético Konstantín Chernenko. Mijail Gorbachov lo sustituye en la presidencia de la Unión Soviética.
- 11 de marzo: en la URSS, Mijaíl Gorbachov es elegido presidente.
- 13 de marzo: en España se produce por primera vez el ingreso de mujeres en la Policía Nacional.
- 15 de marzo: en Brasil, el vicepresidente José Sarney asume a la presidencia debido a la enfermedad de Tancredo Neves, hospitalizado en São Paulo.
- 29 de marzo: en Chile, durante un enfrentamiento policial mueren los hermanos Vergara Toledo (v. Día del joven combatiente). Horas más tarde, son hallados los cuerpos de los profesores Manuel Guerrero, Santiago Nattino y Jorge Parada, previamente secuestrados por la CNI (v. Caso Degollados).
- 31 de marzo: se realiza el primer evento Wrestlemania organizado por la World Wrestling Federation (actualmente World Wrestling Entertainment).
- 31 de marzo: en El Salvador, José Napoleón Duarte, consigue la victoria en las elecciones legislativas y municipales.

### Abril
- 1 de abril: en Santiago de Chile, el entierro de tres opositores se convierte en una protesta masiva contra el dictador Augusto Pinochet.
- 4 de abril: en Costa Rica es arrestado el narcotraficante mexicano Rafael Caro Quintero.
- 6 de abril: en Sudán se produce un golpe de Estado.
- 7 de abril: la URSS anuncia la suspensión del despliegue de misiles de alcance medio en Europa.
- 8 de abril: un terremoto de 7,5 sacude el suroeste de Santiago, Chile, dejando 2 fallecidos.
- 12 de abril: un atentado islamista en el restaurante El Descanso de Madrid, España, deja 18 muertos y 82 heridos.
- 14 de abril: en Perú se celebran elecciones generales. El socialdemócrata Alan García se alza con la victoria al alcanzar el 48 % de los votos.
- 18 de abril: en China, un terremoto de 6,3 deja 22 muertos y 300 heridos.
- 21 de abril: en Brasil fallece el presidente Tancredo Neves sin haber llegado a asumir.
- 25 de abril: en España, los restos de la reina Victoria Eugenia de Battenberg (fallecida en 1969 durante su exilio en Suiza) son inhumados en el Panteón de los Reyes del Monasterio de El Escorial.
- 26 de abril: en la Ciudad de Buenos Aires, un gravísimo incendio destruye varios pisos de la clínica neuropsiquiátrica Saint Emilien cuando sus 410 pacientes dormían. El siniestro deja 78 muertos y 250 heridos.
- 29 de abril: El cantante Freddie Mercury lanza su único álbum en solitario llamado Mr. Bad Guy haciendo su único trabajo editado en vida.

### Mayo
- 2 de mayo: el ayuntamiento de Móstoles (Madrid) firma una declaración de paz simbólica con Francia.
- 3 de mayo: en Bonn (Alemania Occidental), el G-8 se compromete a seguir trabajando por la paz, la libertad, la democracia, la justicia social y la prosperidad.
- 4 de mayo: en Gotemburgo (Suecia), la canción La Det Swinge (del dúo Bobbysocks) gana por Noruega la XXX Edición de Eurovisión.
- 10 de mayo: el Festival de cine de San Sebastián recupera el carácter competitivo, que le fue retirado en 1977.
- 11 de mayo: el estadio Valley Parade, en Bradford (Inglaterra) se incendia durante un partido de fútbol. Fallecen 56 personas.
- 12 de mayo: en Italia se realizan las elecciones regionales y municipales.
- 19 de mayo: en Vitoria son desactivados 25 kilos de goma 2 en un coche bomba junto al campo de fútbol de Mendizorroza.
- 22 de mayo: la UNESCO otorga el Premio Internacional Simón Bolívar al Grupo de Contadora, por su mediación en la crisis de América Central.
- 23 de mayo: en una calle de Cali (Colombia) es atacado por un soldado del Ejército Nacional el guerrillero colombiano Antonio Navarro.
- 25 de mayo: 
  - Bangladés es azotado por un ciclón tropical que deja más de 10 000 muertos.
  - Tragedia del túnel 29: en el Estadio Olímpico Universitario de México, 11 personas mueren y 59 resultan con heridas de diversa gravedad debido a una estampida humana que ocurrió en uno de los accesos al estadio, durante el partido de Campeonato de la Primera División de México entre los Pumas de la UNAM y el Club América.
- 26 de mayo: Irak reanuda la «guerra de las ciudades» y bombardea seis municipios de Irán.
- España: la explosión de dos petroleros provoca en la bahía de Algeciras una gran catástrofe, con más de 30 muertos y numerosos desaparecidos.
- 29 de mayo: en el Estadio de Heysel de Bruselas (Bélgica) mueren 39 aficionados a causa de una avalancha de aficionados en los prolegómenos de la final de la Copa de Europa de fútbol entre el Liverpool y la Juventus. Los sucesos causaron además 600 heridos de diversa consideración. (Véase Tragedia de Heysel).

### Junio
- 2 de junio: en la Ciudad del Vaticano se publica la cuarta encíclica del papa Juan Pablo II, Slavorum apostoli.
- 9 de junio: en Italia se realiza un referéndum.
- 9 de junio: en Líbano, terroristas de la Organización del Yijad Islámico secuestran a un catedrático angloestadounidense, Thomas Sutherland. Será liberado en 1991 y cobrará 35 millones de dólares estadounidenses del Estado iraní (ya que se demostró que este había dado la orden).
- 12 de junio: España y Portugal firman el tratado de adhesión a la Comunidad Económica Europea (actual Unión Europea).
- 14 de junio: miembros de un grupo vinculado a Hezbolá dirigidos por Imad Mugniyah secuestran el vuelo 847 de Trans World Airlines. Tomaron como rehenes a 153 personas entre tripulantes y pasajeros, uno de los cuales (Robert Stethem (buzo de la armada estadounidense) fue asesinado. El secuestro del avión duró 17 días.
- 15 de junio: en Argentina entra en vigencia su nueva moneda, el austral.
- 20 de junio: se realiza una huelga general en España contra las reformas al sistema de pensiones llevadas a cabo por el Gobierno de Felipe González.
- 23 de junio: en Irlanda el Vuelo 182 de Air India explota en el océano Atlántico matando a 329 personas. La causa fue un ataque terrorista.
- 24 de junio: en Italia, Francesco Cossiga jura como presidente.

### Julio

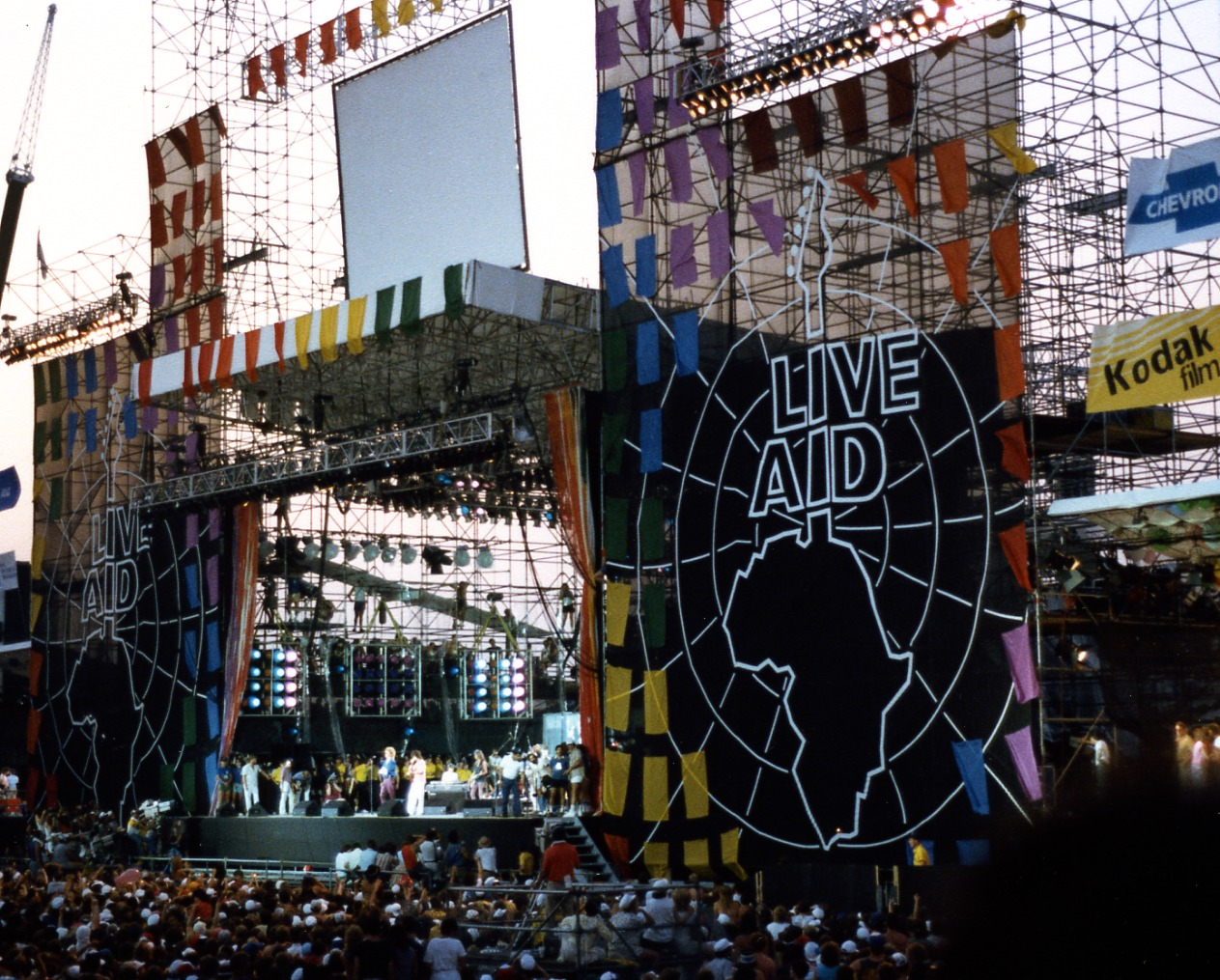
El concierto Live Aid en el estadio JFK de Filadelfia.

- 2 de julio: en el Canal de la Mancha, fallece en accidente aéreo el expiloto británico David Purley.
- 7 de julio: se realizan en México las elecciones federales.[4]
- 13 de julio: en Filadelfia y Londres se desarrollan los conciertos pop Live Aid, que recaudan más de 50 millones de libras para luchar contra la hambruna en Etiopía.
- 14 de julio: Víctor Paz Estenssoro gana las elecciones presidenciales de Bolivia.
- 15 de julio: en Rionegro ―en las afueras de Medellín (Colombia)― se inaugura el Aeropuerto Internacional José María Córdoba.
- 15 de julio: en Miami Deborah Carthy-Deu, de 19 años, de Puerto Rico se convierte en la segunda Miss Universo de ese país.
- 19 de julio: en Stava (al norte de Italia), se cae un tanque de relave de la empresa Prealpi Mineraia, liberando toneladas de material que provocan una avalancha.
- 23 de julio: en Bogotá (Colombia) los Priscos asesinan al juez Tulio Manuel Castro Gil.
- 23 de julio: en Granada Meta (Colombia) nacimiento Victor Hugo Hernández Sandoval.
- 28 de julio: en Perú, Alan García se convierte en presidente.

### Agosto
- 2 de agosto: en Dallas, Texas se estrella un avión Lockheed L-1011 de Delta Air Lines; mueren 133 personas.
- 4 de agosto: en Los Ángeles, se suicida en su casa Paul Bregman (tripulante del bombardero que arrojó una bomba atómica sobre Nagasaki) el 9 de agosto de 1945.[5]
- 6 de agosto: en Bolivia, Víctor Paz Estenssoro asume a la presidencia del país por cuarta y última vez.
- 11 de agosto: el piloto Freddie Spencer se convierte el primero en ganar dos títulos de 250 cc. y 500 cc. en una misma temporada.
- 11 de agosto: en Medellín (Colombia), se transmite el primer canal regional de televisión Teleantioquia.
- 12 de agosto:

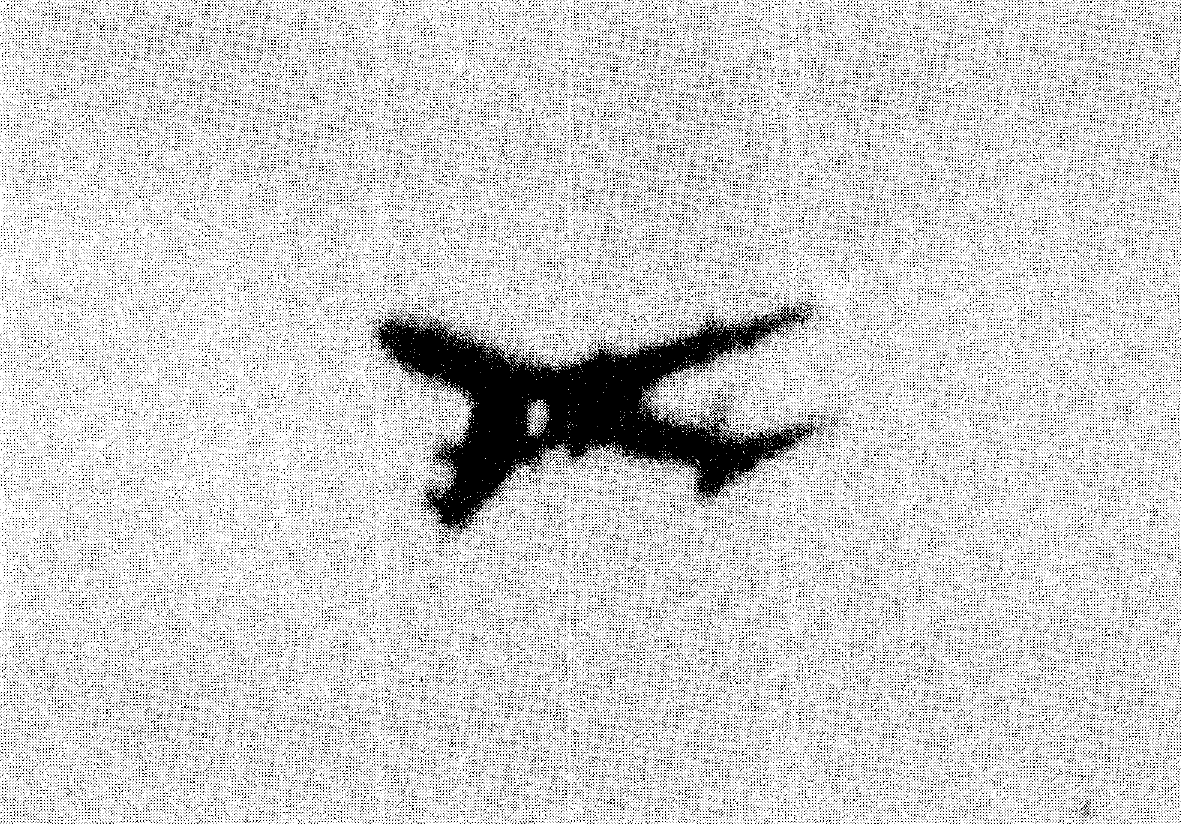
Imagen real del avión accidentado fotografiado minutos antes del accidente. Falta una gran parte del estabilizador vertical en la cola

- - en Japón, un Boeing 747 de Japan Airlines que volaba de Tokio a Osaka se estrella en las montañas del centro del archipiélago; mueren 520 personas y sobreviven 4 (Véase Vuelo 123 de Japan Airlines).
  - en el circuito Mosport Park (Canadá) fallece en accidente el piloto alemán Manfred Winkelhock.
- 14 de agosto: en Argentina concluye la primera fase del juicio contra las tres últimas juntas militares.
- 14 de agosto: a 183 metros bajo tierra, en el campo de pruebas de Nevada (102 km al noroeste de la ciudad de Las Vegas), a las 5:00 hora local, Estados Unidos detona su bomba atómica n.º 1032 Cebrero, de 20 kilotones.
- 15 de agosto: en Barcelona (España), los atracadores de la central del Banco Hispano Americano obtienen un botín de más de 1000 millones de pesetas por el procedimiento del butrón (agujero en paredes o pisos para robar).
- 23 de agosto: en el aeropuerto de Mánchester (Inglaterra), un Boeing 737 del vuelo 28M de British Airtours (filial de British Airways) se incendia al explotar una de sus turbinas al intentar despegar; mueren 54 personas y otras 83 resultan heridas.
  - se produce el último secuestro de los Puccio: secuestran a Nélida Bollini de Prado en el sótano de la familia pero fue rescatada.
  - en China, un terremoto de 7,4 deja 71 muertos y 162 heridos.
- 24 de agosto: en la Unión Soviética se inaugura la 5.ª Edición de la Copa Mundial de Fútbol Juvenil.
- 25 de agosto: en Chile, partidarios y opositores del Régimen de Pinochet firman el Acuerdo Nacional para la Transición a la Plena Democracia.
- 27 de agosto: en Nigeria, el general Abrahin Babangida derroca al presidente Buhari.
- 28 de agosto: 
  - el huracán Elena produce daños a través de la costa del Golfo de los Estados Unidos.
  - en una residencia de Cali (Colombia) el Ejército mata a Iván Marino Ospina, jefe del movimiento guerrillero M-19.
- 31 de agosto: cerca de Artenton-sur-Creuse (Francia) mueren 46 personas al descarrilar un tren.

### Septiembre
- 1 de septiembre: 
  - el equipo oceonográfico dirigido por Robert Ballard encuentra en el Atlántico Norte los restos del RMS Titanic.
  - en el circuito de Spa-Francorchamps (Bélgica) fallece en accidente el piloto alemán Stefan Bellof.
- 7 de septiembre: en Moscú (Unión Soviética) (Rusia) finaliza la Copa Mundial de Fútbol Juvenil de 1985 donde la Selección de Brasil se corona por segunda vez campeona del mundo de esta categoría tras vencer en la final a España por 1-0.
- 8-9 de septiembre: se realizan en Noruega las elecciones parlamentarias.
- 13 de septiembre: se lanza el Videojuego Super Mario Bros. por Nintendo, la primera entrega de la famosa serie de videojuegos Super Mario.
- 15 de septiembre: la venezolana Alejandrina "Nina" Sicilia Hernández es coronada miss internacional, otorgándole la primera corona a Venezuela de dicho concurso.
- 15 de septiembre: se realizan en Suecia las elecciones generales.
- 19 de septiembre: en la Ciudad de México se registra un terremoto de 8,1
- 19 de septiembre: en la isla Mindanao (Filipinas), unos 60 miembros de la tribu ata se suicidan con insecticida por órdenes de su gurú Datu Mangayanon ―desesperado porque no había podido convertir hojas de árbol en billetes―, que los convenció de que así podrían ver la imagen de Dios.[6]
- 19 de septiembre: Tipper Gore (esposa de Al Gore) y otras esposas de políticos forman el ultraconservador Centro de Recursos Musicales para Padres, mientras Frank Zappa y otros músicos son obligados a testificar en el Congreso de Estados Unidos acerca de la obscenidad en la música rock.
- 20 de septiembre:En la Ciudad de México a las 19:38 h se registra un segundo terremoto de magnitud 7.3, provocando más desplomes de edificios resentidos por el terremoto del día 19.
- 21 de septiembre: en Sevilla (España), la canción El fandango aquí (de Eugenia León) gana por México la XIV Edición del Festival OTI.
- 28 de septiembre: Eric Arturo del Valle se convierte en presidente de Panamá.

### Octubre
- 6 de octubre: se realizan las elecciones legislativas de Portugal.
- 7 de octubre: en Mameyes, sector de Ponce (Puerto Rico) se produce un desprendimiento de tierra que deja innumerables víctimas fatales.
- 9 de octubre: a 371 metros bajo tierra, en el área U12n.20 del Sitio de pruebas atómicas de Nevada (a unos 100 km al noroeste de la ciudad de Las Vegas), a las 12:40 (hora local) Estados Unidos detona su bomba atómica Mill Yard, de 0,075 kt. A las 15:20 detona la bomba Diamond Beech, de 2,5 kt, a 405 metro bajo tierra. Son las bombas n.º 1035 y 1036 de las 1129 que Estados Unidos detonó entre 1945 y 1992.
- 13 de octubre: un terremoto de 5,8 sacude Tayikistán dejando 29 muertos y 80 heridos.
- 19 de octubre: en el Gran Premio de Sudáfrica, el piloto francés Alain Prost se proclama campeón de Fórmula 1 al cruzar tercero la meta.
- 25 de octubre: en Argentina, el presidente Raúl Alfonsín declara el estado de sitio en todo el país por un período de sesenta días.
- 27 de octubre: en la ciudad estadounidense de Charlotte, el gurú Osho (Bhagwán Sri Rashnísh, 1931-1990), de paso desde el estado de Oregón es arrestado cuando planeaba salir de Estados Unidos con 10 millones de dólares en joyas. Un año antes, su secta ―que él dirigió en los últimos años― perpetró en Oregón el ataque bioterrorista osho de 1984.
- 29 de octubre: en Liberia, Samuel Doe asume la presidencia.
- Se reorganiza la Oficina de Educación Iberoamericana en la Organización de Estados Iberoamericanos.

### Noviembre
- 3 de noviembre: 
  - en la Ciudad del Vaticano el papa Juan Pablo II beatifica al primer periodista de la Iglesia: Tito Brandsma, carmelita neerlandés asesinado en 1942 por las fuerzas de ocupación nazis en Países Bajos.
  - en Argentina Raúl Alfonsín gana las elecciones legislativas.
  - en Guatemala Vinicio Cerezo gana en la primera vuelta de las elecciones generales venciendo a Jorge Carpio Nicolle.
- 5 de noviembre: en Italia, en el marco del macroproceso contra la mafia, el juez Falcone acusa a 709 mafiosos.
- 6-7 de noviembre: en Bogotá (Colombia) el grupo guerrillero M-19 toma el Palacio de Justicia en la plaza de Bolívar (Centro de Bogotá). El M-19 mantuvo a cerca de 350 rehenes entre magistrados, consejeros de Estado, servidores judiciales, altos funcionarios del estado, empleados y visitantes del Palacio de Justicia. Dicha incursión fue seguida de la reacción de la Policía Nacional y el Ejército Colombiano, rodeando el edificio e iniciando una operación para su retoma que se extendió hasta el jueves 7 de noviembre de 1985.
- 9 de noviembre: el soviético Gari Kaspárov, de 22 años, se erige campeón mundial de ajedrez al derrotar a su compatriota Anatoly Karpov en Moscú.
- 12 de noviembre: 
  - en el restaurante madrileño O Pazo se reúnen importantes personalidades del cine español, para discutir el estado de la cinematografía española. Sería el germen que permitiría el nacimiento, un año después, de la AACCE (Academia de las Artes y las Ciencias Cinematográficas de España).
  - la Comisión de Descolonización de la ONU aprueba, por consenso, una resolución que insta a los gobiernos de España y el Reino Unido a proseguir las negociaciones para una solución definitiva del contencioso sobre Gibraltar.
- 13 de noviembre:

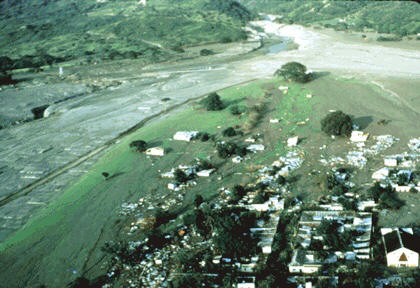
Armero tras la tragedia. Varios lahares cubrieron al municipio.

en el volcán Nevado del Ruiz (Colombia) erupciona el cráter Arenas, causando la Tragedia de Armero. Mueren unas 31 000 personas, incluyendo a 29 000 muertos por lahares en la ciudad de Armero. 
- 15 de noviembre: en la Universidad de Míchigan explota una bomba casera del terrorista estadounidense Unabomber, que hiere a un asistente científico.
- 18 de noviembre: en Puebla (México) se inaugura el Aeropuerto Internacional de Puebla.
- 19 de noviembre: en Suiza se encuentran Ronald Reagan (presidente de los Estados Unidos) y Mijaíl Gorbachov (presidente de la URSS).
- 20 de noviembre: 
  - en Cuba el huracán Kate arrasa varios municipios.
  - Microsoft lanza al mercado Windows 1.0, la primera versión de Windows de la historia.
- 22 de noviembre: Julio Caro Baroja recibe el Premio Nacional de las Letras Españolas.
- 23 de noviembre: en Irlanda del Norte más de 100 000 protestantes se manifiestan contra el acuerdo entre Londres y Dublín.
- 23 de noviembre: es secuestrado el vuelo 648 de EgyptAir cuando volaba de Atenas a El Cairo y es desviado a Malta.
- 24 de noviembre: 
  - en la Ciudad del Vaticano, el papa Juan Pablo II inaugura un sínodo extraordinario de obispos.
  - en Honduras, José Azcona del Hoyo es elegido presidente al ganar las elecciones generales.

### Diciembre
- 2 de diciembre: el vuelo 091 de Air France que volaba entre Paris y Buenos Aires se estrella al aterrizar en la pista del Aeropuerto Internacional de Galeão en Rio de Janeiro (Brasil); sobreviven sus 273 ocupantes a bordo.
- 3 de diciembre: en Japón se publica en la revista Shūkan Shōnen Jump el anime y manga de Saint Seiya.
- 4 de diciembre: la UNESCO confirma que el casco histórico de Santiago de Compostela (España) es Patrimonio de la Humanidad.
- 8 de diciembre: en Guatemala, Vinicio Cerezo es elegido presidente al ganar la segunda vuelta de las elecciones generales.
- 12 de diciembre: en Canadá, un avión DC 8-63, que hacía el vuelo 1285 de Arrow Air, se estrella a los pocos minutos de despegar del aeropuerto de Gander. Fallecen los 256 ocupantes del avión.
- 15 de diciembre: en Portugal se realizan las elecciones municipales.
- 22 de diciembre: Un terremoto de 6,9 sacude la región canadiense de Nahanni, siendo uno de los terremotos más importantes de Canadá durante el siglo XX.
- 28 de diciembre: en un pozo a 549 metros bajo tierra, en el área U20ao del Sitio de pruebas atómicas de Nevada (a unos 100 km al noroeste de la ciudad de Las Vegas), a las 11:00 (hora local) Estados Unidos detona su bomba atómica Goldstone, de 60 kt. Es la bomba n.º 1043 de las 1132 que Estados Unidos detonó entre 1945 y 1992.

## Videojuegos
- La Compañía Nintendo lanza su exitosa videoconsola NES en Norteamérica junto con Duck Hunt y el exitoso Super Mario Bros. para la respectiva consola.
- Lista de Videojuegos:
- Ice Climber
- Yie Ar Kung-Fu
- Hogan's Alley
- Commando
- Golf
- Kung-Fu Master

## Cine
- A Chorus Line, de Richard Attenborough, con Michael Douglas.
- A View to a Kill, de John Glen, con Roger Moore, Christopher Walken y Grace Jones. Decimocuarta película de James Bond y la última en la que Roger Moore interpreta al agente 007.
- After Hours, de Martin Scorsese, con Griffin Dunne, Rosanna Arquette y Verna Bloom.
- Back to the Future, de Robert Zemeckis, con Michael J. Fox, Christopher Lloyd, Crispin Glover, Lea Thompson y Thomas F. Wilson.
- Brazil, de Terry Gilliam, con Jonathan Pryce y Robert De Niro.
- Cocoon, de Ron Howard.
- Código de silencio, de Andrew Davis, con Chuck Norris.
- Commando, de Mark L. Lester, con Arnold Schwarzenegger.
- Cumbres borrascosas, de Jacques Rivette.
- El Caldero Mágico, de Ted Berman y Richard Rich, con Freddie Jones y John Hurt.
- El color púrpura, de Steven Spielberg, con Whoopi Goldberg y Danny Glover.
- El experimento Filadelfia, de Stewart Raffill, con Michael Paré.
- El hombre del zapato rojo, de Stan Dragoti, con Tom Hanks, Lori Singer, Carrie Fisher y James Belushi.
- El jinete pálido, de Clint Eastwood, con Clint Eastwood y Michael Moriarty.
- El secreto de la pirámide, de Barry Levinson.
- El club de los cinco, de John Hughes.
- Enemigo mío, de Wolfgang Petersen, con Dennis Quaid y Louis Gosset Jr..
- Escuela de genios, de Martha Coolidge, con Val Kilmer.
- Esperando la carroza, de Alejandro Doria, con China Zorrilla, Betiana Blum y Antonio Gasalla
- FX efectos mortales, de Robert Mandel, con Bryan Brown y Brian Dennehy.
- Gavilán o Paloma, de Alfredo Gurrola con José José, Christian Bach y Jorge Ortiz de Pinedo
- Gotcha!, de Jeff Kanew, con Anthony Edwards y Linda Fiorentino.
- Hombres frente a frente, de James Foley, con Sean Penn y Christopher Walken.
- Hot Dog, de Peter Markle, con David Naughton.
- Kansas: Dos hombres, dos caminos, de David Stevens, con Matt Dillon y Andrew McCarthy.
- Krush Groove, de Michael Schultz.
- Lady Halcón, de Richard Donner, con Rutger Hauer, Michelle Pfeiffer y Matthew Broderick.
- La Historia Oficial de Luis Puenzo, con Norma Aleandro y Héctor Alterio.
- La joya del Nilo, de Lewis Teague, con Michael Douglas, Kathleen Turner y Danny DeVito.
- La rosa púrpura del Cairo, de Woody Allen, con Mia Farrow y Jeff Daniels.
- Legend, de Ridley Scott, con Tom Cruise, Mia Sarah y Tim Curry.
- Llamada a un reportero, de Phillip Borsos, con Kurt Russell, Mariel Hemingway y Richard Jordan.
- Los Goonies, de Richard Donner, con Sean Astin, Corey Feldman, Martha Plimpton, Ke Huy Quan y Josh Brolin.
- Los inmortales, de Russell Mulcahy, con Christopher Lambert y Sean Connery.
- Los ojos del gato, de Lewis Teague, con James Woods, Robert Hays, Alan King y Drew Barrymore.
- Los señores del acero, de Paul Verhoeven, con Rutger Hauer.
- Mad Max: Más allá de la cúpula del trueno, de George Miller, con Mel Gibson y Tina Turner.
- Manhattan Sur, de Michael Cimino, con Mickey Rourke y John Lone.
- Memorias de África de Sydney Pollack, con Meryl Streep, Robert Redford y Klaus Maria Brandauer, película ganadora del premio Óscar a mejor película.
- Miedo azul, de Dan Attias, con Corey Haim y Gary Busey.
- Noche de miedo, de Tom Holland, con Chris Sarandon y Roddy McDowall.
- Ositos Cariñositos, La Película, de Arna Selznick.
- Pesadilla en la Calle Elm Parte 2: La Venganza de Freddy, de Jack Sholder, con Robert Englund.
- Rambo: First Blood Part II, de George P. Cosmatos, con Sylvester Stallone.
- Retroceder nunca, rendirse jamás, de Corey Yuen, con Jean-Claude Van Damme.
- Return to Oz, de Walter Murch.
- Revolution, de Hugh Hudson, con Al Pacino, Donald Sutherland y Nastassja Kinski.
- Rey David, de Bruce Beresford, con Richard Gere y Alice Krige.
- Rocky IV, de Sylvester Stallone, con Sylvester Stallone, Carl Weathers y Dolph Lundgren.
- Silverado, de Lawrence Kasdan, con Kevin Kline, Scott Glenn, Kevin Costner y Danny Glover.
- Tenshi no Tamago, de Mamoru Oshii.
- Witness, de Peter Weir, con Harrison Ford, Kelly McGillis, Lukas Haas y Danny Glover.
- Viernes 13 Parte V: Un Nuevo Comienzo, de Danny Steinmann, con Melanie Kinnaman y John Shepherd.
- Vivir y morir en Los Ángeles, de William Friedkin, con William L. Petersen, Willem Dafoe y John Pankow.

## Música

### Eventos
- 1 de enero: la universidad estadounidense de Yale anuncia que en la biblioteca se han hallado 33 corales inéditos de Johann Sebastian Bach.
- 11 de enero: se celebra la primera edición de Rock in Rio en la ciudad de Río de Janeiro, Brasil, presentándose Queen, Kiss, AC/DC, Yes.
- 7 de abril: el grupo musical Wham!, conformando por George Michael y Andrew Ridgeley, se convierte en el primer grupo musical occidental en dar un concierto en China, anticipándose a los Rolling Stones y Queen.
- 13 de julio: en el estadio Wembley de Londres y en el estadio JFK de Filadelfia se realizan los conciertos Live Aid, celebrados con el objetivo de recaudar fondos para combatir la sequía en Somalia y la hambruna en Etiopía. Actúan U2 y Queen (en Londres) y Madonna, Mick Jagger y Tina Turner (en Nueva York).
- 23 de julio: el prolífico compositor soviético Alfred Schnittke sufre un infarto cerebral al que sobrevive tras pasar veinte días en coma. En otoño ya habrá retomado todos sus proyectos.
- Diciembre: Roger Waters anuncia su salida de Pink Floyd y pretende disolver el grupo, lo que iniciaría una larga batalla legal entre él y sus excompañeros David Gilmour y Nick Mason.
- Whitney Houston debuta vendiendo más de veinte millones de copias de su primer álbum.
- En Lima, Perú, se forma la banda peruana de rock Arena Hash.
- En Perú se separa el grupo peruano subterráneo Leusemia [sic, por «Leucemia»].
- En Los Ángeles (California) se forma la banda de hard rock Guns N' Roses.

### Festivales
- El 4 de mayo se celebra la XXX edición del Festival de la Canción de Eurovisión en Gotemburgo, .
  - Ganador/a: El dúo Bobbysocks con la canción «La det swinge» representando a Noruega .

### Publicaciones
- AC/DC: Fly on the wall
- Accept: Metal heart
- Aerosmith: Done with mirrors
- A-ha: Hunting High and Low
- Air Supply: Air Supply
- Alberto Plaza: Que cante la vida
- Ana Gabriel: Un estilo
- Andrés Calamaro: Vida cruel
- Ángela Carrasco: Dama del Caribe
- Anthrax: Spreading the disease
- Aparato Raro: Aparato Raro
- Arena Hash: Difamación (sencillo)
- Aretha Franklin: 30 greatest hits
- Armored Saint: Delirious nomad
- Artillery: Fear of tomorrow
- Atomkraft: Future Warriors
- Baltimora: Living in the Background
- Barón Rojo: En un lugar de la marcha
- Barricada: Barrio conflictivo
- The Beach Boys: The Beach Boys
- Billy Joel: Greatest hits, vols. 1 & 2
- Binomio de Oro: Superior
- Black Sabbath: Seventh Star
- Bob Dylan: Empire Burlesque, Biograph
- Bon Jovi: 7800 degrees fahrenheit
- Boney M: Eye dance
- Braulio: En la cárcel de tu piel
- Camilo Sesto: Tuyo
- Carlos Mata: Qué por qué te quiero
- Cecilia de Majo: A ceremony of carols, con la cantoría Alberto Grau
- Celtic Frost: To Mega Therion
- Cheap Trick: Standing on the Edge
- Claudio Baglioni: La vita è adesso
- Daniela Romo: Dueña de mi corazón
- Den Harrow: Overpower
- Dire Straits: Brothers in Arms
- Dokken: Under Lock and Key
- Duran Duran: A View to a Kill (canción)
- Dyango: Por amor al arte
- Eddie Murphy: How Could It Be
- Eduardo Valenzuela: No estaré en tu cama en la mañana
- El Último de la Fila: Cuando la pobreza entra por la puerta, el amor salta por la ventana
- El Gran Combo de Puerto Rico: Innovations, Nuestra música
- Erasure: Who Needs Love Like That (Single, Instrumental Workout Mix, Legend Mix, The Love That Mix, Mexican Mix)
- Eurythmics: Be Yourself Tonight
- Eva Ayllón: Para mi gente
- Exodus: Bonded by Blood
- Faith No More: We Care a Lot
- Falco: Falco 3
- Fito Páez: Giros
- Flans: Flans
- Frank Quintero: Una en un millón, La calle del atardecer
- Frankie Ruiz: Solista pero no solo
- Freddie Mercury: Mr. Bad Guy
- Grupo Niche: Triunfo
- Grim Reaper: Fear No Evil
- Guillermo Dávila: Cantaré para ti
- Héctor Lavoe: Reventó
- Helloween: Walls of Jericho
- Hombres G: Hombres G
- Ilan Chester: Sólo faltas tú
- Indochine: 3
- Iron Maiden: Live after death
- The Jesus and Mary Chain: Psychocandy
- The Jets: The Jets
- Joan Manuel Serrat: El sur también existe
- Joan Sebastian: Rumores
- Joaquín Sabina: Juez y parte
- Joe Arroyo: Me le fugué a la candela
- John Fogerty: Centerfield
- José Feliciano: Ya soy tuyo
- José José: Promesas y Música Original de la película "Gavilán o Paloma"
- José Luis Rodríguez: El último beso
- Juan Luis Guerra y 440: Mudanza y acarreo
- Julio Iglesias: Libra
- Karina: Amor a millón
- Kate Bush: Hounds of love
- Kiss: Asylum
- Kortatu: Kortatu
- La Sonora Dinamita: La poderosa, Incontrolable el SIDA
- La Unión: El maldito viento
- Las Chicas del Can: Chicán
- Lee Ritenour y Dave Grusin: Harlequin
- Leusemia: Leusemia
- Level 42: World Machine
- Los Chichos: Yo, el Vaquilla
- Los Diablitos: De verdad, verdad
- Los Prisioneros: La voz de los '80
- Los Tigres del Norte: A ti, madrecita
- Lucía Méndez: Te quiero
- Luzbel: Metal caído del cielo
- Marillion: Misplaced childhood
- Marisela: Completamente tuya
- María Conchita Alonso: O ella, o yo
- Mazapán: Saltemos bailemos
- Mecano: En concierto
- Menudo: Ayer y hoy
- Megadeth: Killing Is My Business... And Business Is Good!
- Mercedes Sosa: Vengo a ofrecer mi corazón, Corazón americano (con Milton Nascimento y León Gieco).
- Misfits: Legacy of Brutality
- Miami Sound Machine: Primitive Love
- Modern Talking: The 1st Album, Let's Talk About Love
- Mötley Crüe: Theatre of pain
- Mr. Mister: Welcome to the real world
- Narada Michael Walden: The Nature of Things
- Narcosis: Primera dosis
- New Order: Low-Life
- Pablo Milanés: Querido Pablo, Comienzo y final de una verde mañana
- Onslaught (banda) Power from hell
- Pablo Ruiz: Pablo Ruiz
- Paloma San Basilio: La fiesta terminó
- Pandora: Pandora
- Pastor López: El inigualable pastor, Con toda la fuerza
- Patricio Rey y sus Redonditos de Ricota: Gulp!
- Phil Collins: No Jacket Required
- Philip Oakey y Giorgio Moroder: Philip Oakey & Giorgio Moroder
- Pimpinela: Lucía y Joaquín
- The Pointer Sisters: Contact
- Possessed: Seven Churches
- Prince: Around the world in a day
- Ramses: Apocalipsis
- Raphael: Yo sigo siendo aquel
- Raven: Stay Hard
- Red Hot Chili Peppers: Freaky Styley
- Ricardo Arjona: Dejame decir que te amo
- Richard Clayderman: Ballade pour Adeline, The classic touch
- Rodolfo Aicardi: Qué Chévere (vol. 6)
- Rodolfo Aicardi y Gustavo Quintero: El mano a mano del año (vol. 2)
- Rosendo: Loco por incordiar
- Rubén Blades: Escenas
- Rudy La Scala: Volvamos a vivir
- Rush: Power windows
- Sumo: Divididos por la felicidad
- Sade: Promise
- Sandra: The Long Play
- Sergio Denis: Afectos
- Simple Minds: Once Upon a Time
- Simply Red: Picture Book
- Siniestro Total: Bailaré sobre tu tumba
- Slayer: Hell Awaits, Live Undead
- Starship: Knee deep in the hoopla
- Soda Stereo: Nada personal
- Sofiya Rotaru: Золотые песни
- Spandau Ballet: Parade
- Sting: The dream of the blue turtles
- Stryper: Soldiers Under Command
- Supertramp: Brother Where You Bound
- Tatiana: Chicas de hoy
- Tears for Fears: Songs from the Big Chair
- Timbiriche: Timbiriche Rock Show
- The Alan Parsons Project: Stereotomy.
- The Clash: Cut the crap
- The Cure: The Head on the Door
- The Outfield: Play Deep
- The Sisters of Mercy: First and Last and Always
- The Smiths:Meat Is Murder
- Uriah Heep: Equator
- USA for Africa: We Are the World
- Virus: Locura
- Viuda e Hijas de Roque Enroll: Ciudad Catrúnica
- Vico C y DJ Negro: Underground
- Whitney Houston: Whitney Houston
- Yuri: Yo te pido amor
- Yngwie Malmsteen: Marching Out
- ZZ Top: Afterburner

### Música clásica
- Leo Brouwer: Concierto elegíaco.

## Televisión
En este año con el terremoto de Michoacán y la caída de televisa Chapultepec el doblaje original de la serie japonesa Señorita Cometa se pierde solo sobreviviendo pocos episodios

## Deporte

### Atletismo
- 13 de julio: el ucraniano Sergéi Bubka se convierte en el primer saltador de pértiga en superar los 6 metros.
- En París se celebran los primeros campeonatos del mundo de atletismo en pista cubierta.

### Automovilismo
- Alain Prost se consagra campeón del mundo de Fórmula 1.
- Al Unser se consagra campeón de la IndyCar
- Porsche gana las 24 Horas de Le Mans con los pilotos Klaus Ludwig, Paolo Barilla y John Winter
- Christian Danner es el primer campeón de la Fórmula 3000 Internacional
- WRC: Timo Salonen gana el título a bordo de un Peugeot 205 Turbo 16
- Rally Dakar: Patrick Zaniroli gana la competencia a bordo de una Mitsubishi Montero
- NASCAR:Darrell Waltrip gana el título a bordo de un Chevrolet Montecarlo
- 500 Millas de Indianápolis: Danny Sullivan gana la competencia
- Turismo Carretera: Roberto Mouras gana el título por tercera vez consecutiva a bordo de una Dodge GTX
- Turismo Competición 2000: Rubén Daray gana el título a bordo de un Ford Sierra

### Baloncesto
- El FC Barcelona, campeón del Mundial de Clubs de Baloncesto.
- El FC Barcelona, campeón de la Recopa de Europa de Baloncesto.
- División Mayor del Básquetbol de Chile: Universidad Católica campeón.

### Balonmano
- El FC Barcelona se proclama campeón de la Recopa de Europa de Balonmano.

### Fútbol

#### Campeonatos internacionales
- Copa Intercontinental:  Juventus.

- Copa de Campeones de la CONCACAF:  Defence Force.

- Copa Libertadores:  Argentinos Juniors.

- Copa de Europa:  Juventus.

- Copa de la UEFA:  Real Madrid.

- Balón de Oro: el francés Michel Platini, de la Juventus, es designado mejor futbolista europeo del año por la revista France Football. A su vez, el propio jugador francés fue el autor del único gol en la final de la Copa de Europa, frente al Liverpool FC, en el Estadio de Heysel, el 29 de mayo, en la peor tragedia futbolística de ese tiempo: la Tragedia de Heysel.

#### Campeonatos nacionales
- Argentina:
  - Torneo Metropolitano: no se disputó.
  - Torneo Nacional: Argentinos Juniors.
  - Liguilla Pre-Libertadores: Boca Juniors.

- Alemania:
  - Bundesliga (Alemania): Bayern Múnich.

- Austria:
  - Bundesliga (Austria): FK Austria Viena.
  - Copa de Austria: SK Rapid Viena.

- Bélgica:
  - Jupiler League: Anderlecht.
  - Copa de Bélgica: Círculo de Brujas.
  - Copa de la Liga de Bélgica: Club Brujas.
- Bolivia:
  - Campeón: Bolívar;
  - Subcampeón: Wilstermann.
- Brasil:
  - Serie A: Coritiba.

- Checoslovaquia:
  - Liga de Checoslovaquia: Sparta Praga.

- Chile:
  - Primera División de Chile: Cobreloa.

- Colombia:
  - Torneo Apertura: Atlético Junior.
  - Torneo Clausura: América de Cali.
  - Fútbol Profesional Colombiano: América de Cali.

- Costa Rica:
  - Primera División: Club Sport Herediano.

- Ecuador:
  - Serie A: Barcelona.

- Escocia:
  - Premier League: Aberdeen FC.
  - Copa de Escocia: Celtic.
  - Copa de la liga: Rangers.

- España:
  - Primera División: FC Barcelona.
  - Copa del Rey: Atlético de Madrid.
  - Copa de la liga: Real Madrid.
  - Supercopa: Atlético de Madrid.

- Francia:
  - Ligue 1: Girondins de Burdeos.

- Guatemala:
  - Liga Nacional: Comunicaciones.

- Inglaterra:
  - First Division: Everton
  - FA Cup: Manchester United
  - Football League Cup: Norwich City
  - The Central League: Liverpool.

- Irlanda:
  - FAI Premier Division: Shamrock Rovers.

- Irlanda del Norte:
  - IFA Premiership: Linfield FC.

- México:
  - Primera División: América.

- Países Bajos:
  - Eredivisie: Ajax Ámsterdam.

- Paraguay:
  - Primera Fase: Cerro Porteño.
  - Segunda Fase: Nacional (P).
  - Tercera Fase: Cerro Porteño.
  - Primera División: Olimpia.

- Perú:
  - Liga Peruana de Fútbol: Universitario de Deportes.

- Portugal:
  - Primera División de Portugal: FC Porto.
  - Copa de Portugal: Benfica.

- Suiza:
  - Super Liga Suiza: Servette FC.
  - Copa de Suiza: FC Aarau.

- Turquía:
  - Superliga de Turquía: Fenerbahçe SK.
  - Copa de Turquía: Galatasaray SK.
  - Copa del Canciller: Trabzonspor.

- Uruguay:
  - Primera División: Peñarol.

- Venezuela:
  - Primera División: Estudiantes de Mérida.

### Golf
- 14 de abril: el alemán Bernhard Langer se adjudica el IXL Masters de Augusta de Golf.

### Hockey
- El Barcelona, campeón de la Copa de Europa de hockey sobre patines.

### Tenis
- Abierto de Australia: Hombres: Stefan Edberg a Mats Wilander. Mujeres: Martina Navratilova a Chris Evert.
- Roland Garros: Hombres: Mats Wilander a Ivan Lendl. Mujeres: Chris Evert a Martina Navratilova.
- Wimbledon: Hombres: Boris Becker a Kevin Curren. Mujeres: Martina Navratilova a Chris Evert.
- US Open: Hombres: Ivan Lendl a John McEnroe. Mujeres: Hana Mandlíková a Martina Navratilova.

## Premios Nobel
- Física: Klaus von Klitzing.[7]
- Química: Herbert A. Hauptman y Jerome Karle.[7]
- Medicina: Michael S. Brown y Joseph L. Goldstein.[7]
- Literatura: Claude Simon.[7]
- Paz: Asociación Internacional de Médicos para la Prevención de la Guerra Nuclear.[7]
- Economía: Franco Modigliani.[7]

## Premios Príncipe de Asturias
- Artes: Antonio López García.[8]
- Ciencias Sociales: Ramón Carande y Thovar.[8]
- Comunicación y Humanidades: José Ferrater Mora.[8]
- Cooperación Internacional: Raúl Alfonsín Foulkes.[8]
- Investigación Científica y Técnica: David Vázquez Martínez y Emilio Rosenblueth.[8]
- Letras: Ángel González.[8]

## Premio Cervantes
- Gonzalo Torrente Ballester.[9]